# Pristimantis affinis
Pristimantis affinis är en groddjursart som först beskrevs av Werner 1899.  Pristimantis affinis ingår i släktet Pristimantis och familjen Strabomantidae. IUCN kategoriserar arten globalt som sårbar. Inga underarter finns listade i Catalogue of Life.